# Sala Samobójców
Sala Samobójców (en español: La habitación del suicidio), es una película polaca de 2011 dirigida por Jan Komasa. La premier fue celebrada el 12 de febrero de 2011 en el Festival Internacional de Cine de Berlín y el 28 de febrero de 2011 en el centro comercial Złote Tarasy en Varsovia, Polonia. La película fue llevada a la gran pantalla el 4 de marzo de ese mismo año. 
La película llegó a recibir varios premios incluyendo Mejor Actor, claro (Jakub Gierszał), Mejor Actriz (Roma Gąsiorowska), Mejor Guion y Mejor Película (Jan Komasa). Aparte también se exhibió en la sección no oficial del Festival de Cine Europeo de Sevilla 2011.

## Argumento
La película comienza en un teatro, donde Dominik Santorski (Jakub Gierszał) y sus padres escuchan el lied de Schubert "Der Doppelgänger", que proporciona una clave para la interpretación de toda la película. Sus padres tienen carreras impulsadas por el éxito y están fuera de contacto con la vida de su hijo. Dominik es popular en su escuela privada, pero también se ve afectado por los beneficios que le dan sus adinerados padres. Mientras estaban en la escuela, sus amigos se topan con un vídeo de autolesión mientras usan su computadora. Más tarde, mira el resto del vídeo y deja un comentario.
Mientras bebe en una fiesta después del baile, una chica admite haber tenido una experimentación lesbiana. Aleksander (Bartosz Gelner), otro estudiante popular del que Dominik parece estar enamorado, desafía a la chica a besar a su amiga. Ella acepta, siempre y cuando Aleksander acepte besar a Dominik, lo que ellos hacen. Un vídeo del beso se publica en un sitio de redes sociales, y los amigos de Dominik parecen encontrarlo fresco y atrevido. Más tarde, en la práctica de judo, Dominik y Aleksander entrenan, y Dominik queda atrapado debajo de su amigo. Durante la lucha siguiente, Dominik se emociona tanto hasta el punto de eyacular. Este evento se transmite a un sitio de redes sociales y la gente comienza a burlarse de Dominik en línea.
Tras el comentario en el vídeo de autolesión, se le invita a unirse a una red social 3D. Allí conoce a Sylwia (Roma Gąsiorowska), una chica suicida que se corta y usa una máscara, en el grupo de chat "Sala Samobójców" (The Suicide Room). En este chat, los miembros del grupo ven películas de personas que se suicidan. Sylwia y Dominik desarrollan un vínculo, y Dominik comienza a faltar a la escuela para pasar más tiempo con ella a través del mundo en línea.
Dominik y su familia asisten a otra ópera, y estos intentan emparejarlo con la hija de otra familia. Dominik actúa insistiendo en que es gay y besa uno de los bustos masculinos en el vestíbulo. Sus padres, avergonzados por el arrebato de Dominik, están enojados con él y lo obligan a volver a la escuela. Regresa a casa y ve un vídeo que muestra títeres de sombras (que llevan el nombre de Dominik y Aleksander) participando en varios actos homosexuales. El vídeo lleva a Dominik a las lágrimas y este hace una rabieta en su habitación.
Sylwia se burla de él por estar molesto; ella dice que él es diferente a los demás y lo alienta para asustar a la gente normal. Dominik cambia su estilo, adoptando los peinados y la vestimenta de una subcultura alternativa, y lleva el arma de su padre a la escuela. Cuando Aleksander se acerca a él con algunos amigos después de la escuela, Dominik comienza a sacar su arma, pero huye a su taxi. Al relatar el incidente a Sylwia, afirma que había asustado a su amigo y que tenía el control total de la situación. Regresan a The Suicide Room y Dominik descubre que Sylwia está recluida y no ha salido de su habitación en 3 años. Dominik permanece encerrado en su habitación durante 10 días hablando con ella y se niega a comer. Estos eventos pasan desapercibidos por sus padres, quienes a menudo pasan días fuera de la casa por negocios y se involucran en relaciones sexuales extramatrimoniales.  Finalmente, su ama de llaves llama a la policía, que irrumpe en la puerta de la habitación de Dominik y lo encuentra sentado en un charco de sangre junto a un espejo roto. Lo envían a un hospital y permanece en una sala de psiquiatría durante 3 días. Sus padres llegan para llevarlo a casa, alegando que no tiene nada de malo, y que no debería perder el tiempo en el hospital cuando debería estar estudiando para sus exámenes finales.
Cuando Dominik regresa a casa y regresa a The Suicide Room, escucha que el grupo discute sus planes de suicidio, pero se niegan a hablar con él. Al enterarse de que sus padres intentan que hable con un psiquiatra, Sylwia se abre ante él. Ella le cuenta una historia de amor que termina cuando los amantes se suicidan con pastillas y alcohol. Después de decirle a Dominik que así es como quiere morir, ella le ruega que le dé pastillas del médico.
A instancias del psiquiatra, los padres de Dominik le escriben una carta. Se lo lee a Sylwia, que lo encuentra hilarante, antes de rasgar la carta. Sus padres deciden que los métodos del médico no curarán a Dominik antes de sus exámenes finales, por lo que exigen el nombre de uno que simplemente le dará medicamentos.
Mientras Dominik y Sylwia discuten dónde reunirse y transferir las píldoras, el padre de Dominik arranca el enrutador antes de establecer sus planes. Dominik entra en pánico, amenazando con matar a sus padres a pedirle a su "Mamá" que ayude a su hijo. Su madre intenta volver a enchufar los cables, pero su padre la detiene físicamente. Dominik sale de su habitación y se derrumba. Más tarde, él explica a sus padres qué es The Suicide Room. Él les dice que los miembros son "como una familia", y sus padres le prohíben volver a entrar, incluso para explicar que no puede regresar.
Todavía con ganas de ver a Sylwia, él lleva las pastillas al bar que habían discutido con la esperanza de que ella apareciera de todos modos. El barman lo obliga a pedir algo, lo que lleva a Dominik a beber una cerveza grande. Se dirige a los baños y decide deshacerse de las pastillas. Después de tirar unos cuantos puñados al inodoro, Dominik toma una de las píldoras y luego dos más. Dominik encuentra una pareja que se está besando y comienza a grabarlos. Toman la cámara y comienzan a filmar el delirio de Dominik. Se burla de sus padres y de él mismo, riéndose de sus propias imitaciones borrachas. Regresa al bar y ve a Sylwia esperándolo. Caminan hasta la mitad de la pista de baile y se besan apasionadamente. Por primera vez en la película, Dominik está feliz.
Más tarde, en The Suicide Room, Sylwia está hablando con sus seguidores que discuten la larga ausencia de Dominik del grupo. Ven al avatar de Dominik caminando y se dan cuenta de que es su madre quien usa su cuenta. Ella les agradece por estar allí y apoyar a su hijo y les dice que él ha muerto. (Lo más probable es que el encuentro en el bar haya sido una alucinación.) Sylwia arranca el cable de Internet de la pared y tropieza a través de su habitación, derribando pilas de basura. Abre la puerta y sale a la calle por primera vez en tres años, llorando y gritando en el pasto de enfrente.
La película termina con los padres de Dominik en un ballet, aunque parecen mayores y están sentados en diferentes lugares con compañeros diferentes, lo que implica que están divorciados. Las imágenes de Dominik de la pareja ebria se entremezclan con el ballet. Se revela que, Dominik nunca salió del baño después de tomar las pastillas. En cambio, Dominik fue filmado por la pareja de borrachos cuando se atragantó en el inodoro y gritó "Mamá" mientras moría de una sobredosis. Se mete los dedos por la garganta en un intento de tirar las pastillas, pero ya es demasiado tarde. El video termina publicado en línea en la pared de The Suicide Room.

## Reparto
- Jakub Gierszał como Dominik Santorski.
- Roma Gąsiorowska como Sylvia.
- Agata Kulesza como Beata Santorska.
- Krzysztof Pieczyński como Andrzej Santorski.
- Filip Bobek como Marcin.
- Bartosz Gelner como Aleksander.
- Danuta Borsuk como Nadia.
- Piotr Nowak como Jacek.
- Krzysztof Dracz como el Ministro de Economía.
- Aleksandra Hamkało como Karolina.
- Kinga Preis como el psiquiatra.
- Anna Ilczuk como Ada.
- Bartosz Porczyk como el estilista.
- Wiesław Komasa como el director.
- Karolina Dryzner como Jowita.
- Ewelina Paszke como la mujer del Ministro de Economía.
- Tomasz Schuchardt como el guardaespaldas.

## Recepción

### Crítica
La película tuvo una gran recepción internacional y una buena crítica, así queda reflejado en los varios premios y nominaciones en los festivales de cine internacionales a los cuales acudió en la sección oficial, aparte fue exhibida en varios festivales en la sección no oficial. Las principales críticas se refieren al argumento sólido y la inclusión de temas innovadores (por aquel momento) como la realidad virtual, redes sociales, el deseo sexual de los adolescentes, la sexualidad y la homosexualidad. Además, la banda sonora, la documentación y los efectos especiales virtuales también recibieron buenas críticas.
Por otro lado, Variety le dio a Sala Samobójców una crítica mayormente negativa, afirmando que Komasa tiene talento pero aquí "parece haber mordido más de lo que puede masticar".

### Recaudación
La película logró recaudar un total de $4.878.284 solo en Polonia, y un total de $2.348.656 en el resto del mundo, para un total bruto de $7.226.940.

### Secuela
En 2020, salió la película "The Hater" en Netflix, dirigida por el mismo director, Jon Komasa. La cual es una secuela de Suicide Room, apareciendo la madre de Dominik y una foto de este. Sin embargo, no sigue la misma trama, siendo solo un detalle la conexión entre las dos películas.

## Festivales y premios
En abril de 2011 la película consiguió un premio por la Federación Internacional de Críticos de Cine en el Festival Internacional de Cine Independiente de Off Plus Camera, en el 36° Festival de Cine de Gdynia ganó el llamado 'León de Plata' y muchos otros premios individuales: Bartosz Purkiewicz (sonido) y Dorota Roqueoplo (vestuario). Jakub Gierszał fue nominado al premio Zbigniew Cybulski en 2011 por su papel como Dominik, aparte recibió el premio del público. En noviembre de 2011 la película ganó tres premios: Mejor Filmación, Mejor Guion y Mejor Película 2010/2011. Jakub Gierszał, también ganó el premio al Mejor Actor.
14° Premios de Cine Polaco
- Águila a la Mejor Edición: Bartosz Pietras
- Águila a la Revelación del Año: Jan Komasa

Gold Ducks 2011
- Mejor Película: Jan Komasa
- Mejor Actriz: Roma Gąsiorowska
- Mejor Actor: Jakub Gierszał
- Mejor Guion: Jan Komasa
- Mejor Fotografía: Radosław Ładczuk

Festival de Cine New Horizons 2011
- Nueva Película Polaca: Jan Komasa
- Mejor Debut: Jan Komasa

36° Festival de Cine de Polaco
- León de Plata a la película
- León de Plata a la producción: Jerzy Kapuściński
- Otros dos premios individuales y cinco premios especiales

Camerimage 2011
- Mejor Película Polaca

## Banda sonora
| N.º | Título                        | Escritor(es)                    | Duración |  |
| 1.  | «Romans»                      | Adam Walicki                    | 2:02     |  |
| 2.  | «Grass So Bright»             | Kyst                            | 2:14     |  |
| 3.  | «Baudelaire»                  | Rykarda Parasol                 | 3:09     |  |
| 4.  | «C'est la mort»               | Stereo Total                    | 2:49     |  |
| 5.  | «Innerperspective»            | Jacaszek                        | 1:21     |  |
| 6.  | «Climb Over»                  | Kyst                            | 2:42     |  |
| 7.  | «Introspection»               | Jacaszek                        | 4:05     |  |
| 8.  | «Turn Me On»                  | Wet Fingers                     | 3:43     |  |
| 9.  | «Introspective»               | Jacaszek                        | 1:59     |  |
| 10. | «Nothing to Lose»             | Billy Talent                    | 3:50     |  |
| 11. | «White Sparrows»              | Billy Talent                    | 3:18     |  |
| 12. | «Jeremy Kyle is a Marked Man» | Blakfish                        | 3:30     |  |
| 13. | «Selfescape»                  | Jacaszek                        | 2:54     |  |
| 14. | «Inscape»                     | Jacaszek                        | 1:08     |  |
| 15. | «How I Want»                  | Kyst                            | 1:51     |  |
| 16. | «Sign 0»                      | Chouchou                        | 6:22     |  |
| 17. | «Sally with Randy»            | Włodek Pawlik ft. Randy Brecker | 6:59     |  |
| 18. | «Rock with me pumpin trump»   | Wet Fingers                     | 3:57     |  |
| 19. | «Mazurka, Op. 17 n.º 4»       | Magdalena Żuk                   | 4:25     |  |
| 20. | «Cherry is Gone»              | Rykarda Parasol                 | 2:55     |  |